# واد العطش (ولاية سطيف)
واد العطش، هي منطقة تابعة إلى بلدية القلتة الزرقاء، الكائنة بـ دائرة العلمة، الموجودة في ولاية سطيف ، الجزائرية.